# Майково (Кимрский район)
Майково — деревня в Кимрском районе Тверской области.
Входит в состав Быковского сельского поселения.

## История
В 1887 году деревня Майково (Марково) относилось к Горицкой волости Корчевского уезда.

## Известные люди
В деревне родился советский и российский учёный-геолог Константин Фёдорович Сергеев.